# Macrocystidiaceae
Macrocystidiaceae är en familj av svampar som beskrevs av Robert Kühner. Macrocystidiaceae ingår i ordningen skivlingar, klassen Agaricomycetes, divisionen basidiesvampar och riket svampar.
Familjen innehåller bara släktet Macrocystidia.